# Готгельф, Григорий Михайлович
Григорий Михайлович Готгельф (5 мая 1888, Орша, Могилёвская губерния, Российская империя — 16 ноября 1953, Одесса, УССР, СССР) — советский архитектор.

## Биография
В 1930 окончил Одесский художественный институт. Работал в Одессе: заведующий отделом социального обеспечения (1918—1920); управляющим делами в художественном институте (1921—1922); преподаватель графических дисциплин в профшколах (1923—1930); в строительном институте (1930—1941): доцент; архитектор Облпроекта и мастерской городского архитектора в Сталинграде (1941—1942); доцент Среднеазиатского индустриального института (1942—1944); доцент, старший преподаватель Одесского гидротехнического института (1944—193).
Премия за проектирование и строительство Государственного театра в Тирасполе.

## Проекты и постройки
- Восстановление оперного театра (1925—1926, соавт.)
- Генеральный проект реконструкции Одессы (1937—1941)
- Мраморный фонтан на площади Красной Армии (1938—1939).